# Betriebsstellenbuch
Das Betriebsstellenbuch (Abkürzung: Bebu) ist eine betriebliche Unterlage im deutschen Eisenbahnwesen.
Es wird von DB InfraGO für die Mitarbeiter einer Betriebsstelle erstellt und enthält Informationen über Neigungen von Gleisen, Stellwerksbezirke, ergänzende Regeln zum gewöhnlichen Halteplatz von Zügen oder Anlagen und Einrichtungen auf der jeweiligen Betriebsstelle. Wichtige Auszüge der Regeln und Besonderheiten aus dem Betriebsstellenbuch einer jeden Betriebsstelle werden für das Zugpersonal im Streckenbuch nach Strecken sortiert zusammengefasst.